# Майдан-Неприський
Майдан-Неприський (пол. Majdan Nepryski) — село в Польщі, у гміні Юзефув Білґорайського повіту Люблінського воєводства.
Населення — 1286 осіб (2011).
У 1975-1998 роках село належало до Замойського воєводства.

## Демографія
Демографічна структура станом на 31 березня 2011 року:
|          | Загалом | Допрацездатний вік | Працездатний вік | Постпрацездатний вік |
| -------- | ------- | ------------------ | ---------------- | -------------------- |
| Чоловіки | 632     | 131                | 414              | 87                   |
| Жінки    | 654     | 118                | 369              | 167                  |
| Разом    | 1286    | 249                | 783              | 254                  |